# Licor de crema catalana

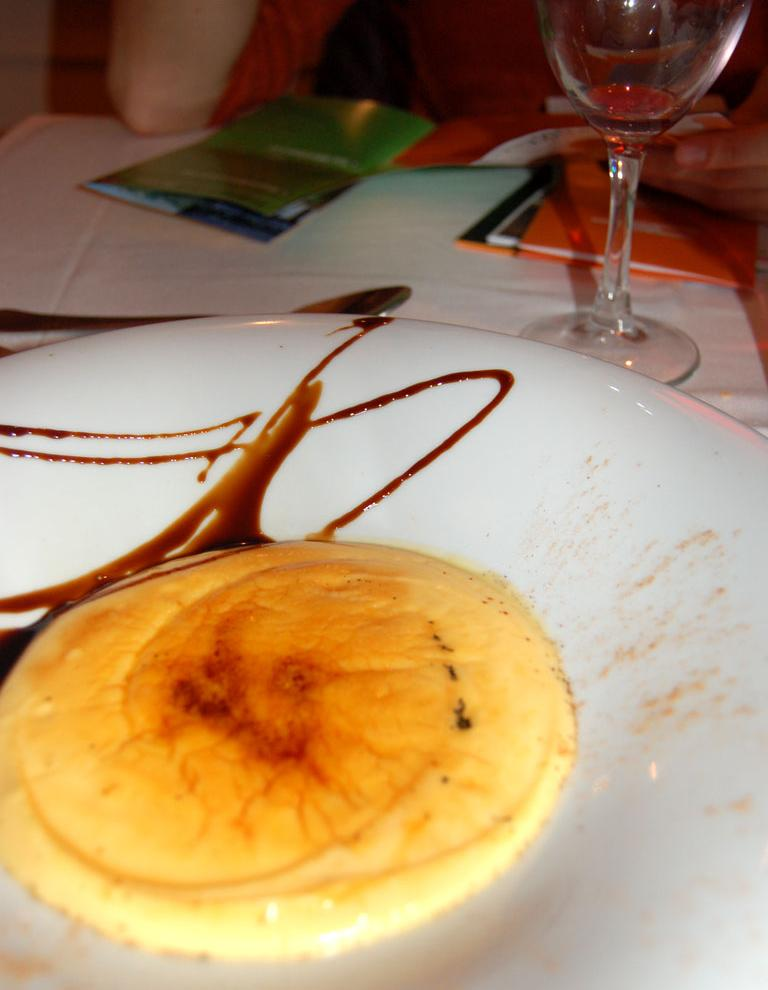
Crema catalana, postre en el que se inspira este licor.

Ubicación de Cataluña.

Licor de crema catalana es una marca de licor, una bebida que se inspira en el sabor y la textura del postre conocido como crema catalana. Con una graduación alcohólica de 17º está elaborado con huevo, leche, azúcar, aromas de canela, vainilla y caramelo mezclados con alcohol etílico.

## Historia y características
El Licor de crema catalana fue ideado en 1994 por las Destilerías Campeny, que tienen su sede en Cataluña. Desde entonces se exporta a numerosos países y es comercializado por diversas marcas.
Tiene un sabor dulzón y un color amarillento, las mismas propiedades que caracterizan la crema catalana, el postre en el que se inspira su concepción.
Se suele tomar en chupito después de las comidas y en vaso con hielo, a modo de copa de fin de comida.